# Episodi de Le meravigliose disavventure di Flapjack (terza stagione)
La terza stagione della serie animata Le meravigliose disavventure di Flapjack, composta da 6 episodi, è stata trasmessa negli Stati Uniti, da Cartoon Network, dal 5 luglio al 30 agosto 2010.
In Italia la stagione è stata trasmessa dal 12 marzo al 27 marzo 2011 su Cartoon Network.
| nº | Titolo originale                                 | Titolo italiano                         | Prima TV USA   | Prima TV Italia |
| -- | ------------------------------------------------ | --------------------------------------- | -------------- | --------------- |
| 1a | Careful What You Fish for                        | Attento a cosa peschi                   | 5 luglio 2010  | 12 marzo 2011   |
| 1b | Mayor May Not                                    | Il sindaco di Tempestalunga             | 12 luglio 2010 | 12 marzo 2011   |
| 2a | I'm a Believer                                   | Chi crede al fantasma?                  | 19 luglio 2010 | 13 marzo 2011   |
| 2b | Liar, Liar, You for Hire?                        |                                         | 26 luglio 2010 | 13 marzo 2011   |
| 3a | Candy Colleague                                  |                                         | 2 agosto 2010  | 19 marzo 2011   |
| 3b | These Boots Were Made for Walking (On Your Face) |                                         | 9 agosto 2010  | 19 marzo 2011   |
| 4a | Highlandlubber                                   | Guailander                              | 16 agosto 2010 | 20 marzo 2011   |
| 4b | Who Let the Cats Out of the Old Bag's House?     | Non dire "gatto" se non l'hai nel sacco | 16 agosto 2010 | 20 marzo 2011   |
| 5a | Parfait Storm                                    |                                         | 23 agosto 2010 | 26 marzo 2011   |
| 5b | K'nuckles, Don't Be a Hero                       |                                         | 23 agosto 2010 | 26 marzo 2011   |
| 6a | Catch Me if You Candy                            | Il ladro di caramelle                   | 30 agosto 2010 | 27 marzo 2011   |
| 6b | Fish Out of Water                                | Pesci fuor d'acqua                      | 30 agosto 2010 | 27 marzo 2011   |

## Attento a cosa peschi
- Titolo originale: Careful What You Fish for
- Diretto da: Thurop Van Orman
- Scritto da: Cole Sanchez e Noel Belknap, Dave Tennant (storia)

### Trama
Larry si ammala, ed è costretto a chiudere la Bottega delle Golosità. Flapjack e Capitan scrocchio si mettono all'opera per trovare un cibo alternativo alle caramelle, e cercano di pescare.

## Il sindaco di Tempestalunga
- Titolo originale: Mayor May Not
- Diretto da: Thurop Van Orman
- Scritto da: Sean Szeles e Benton Connor, Sean Szeles (storia)

### Trama
Scrocchio, dopo aver scoperto che Tempestalunga non ha un sindaco, lo diventa lui stesso, firmando la Costituzione. Purtroppo la Baia cade in rovina, e Flapjack, per salvare il capitano dall'ira dei cittadini, propone delle rielezioni, candidandosi contro di lui. Tuttavia né il ragazzo né Scrocchio vincono, ma il Colonnello (il cane di Lady Nickelbottoms) viene eletto sindaco.

## Chi crede al fantasma?
- Titolo originale: I'm a Believer
- Diretto da: Thurop Van Orman
- Scritto da: John Infantino e Brett Varon, Sean Szeles (storia)

### Trama
Scrocchio incolpa sarcasticamente il “fantasma”, per ogni guaio che combina, ma spiega a Flapjack che non crede realmente agli spettri. La sua miscredenza è derivata dal fatto che, il suo ottavo compleanno, il nonno gli aveva giurato di partecipare alla sua festa, vivo o morto, ma, alla fine, aveva lasciato solo il nipotino. Flapjack, per dimostrare l'esistenza degli spettri a Scrocchio, si rivolge ad un esperto di fantasmi: Jaude. Alla fine si scopre che il nonno del capitano non era morto, e Scrocchio gli aveva chiesto di partecipare alla sua festa appena una settimana prima. Inoltre, durante il fatidico compleanno, si scopre che era Jaude il vero fantasma.

## Liar, Liar, You for Hire?
- Titolo originale: Liar, Liar, You for Hire?
- Diretto da: Thurop Van Orman
- Scritto da: Brett Varon, Sean Szeles (storia)

### Trama
Scrocchio si vanta di aver scoperto dove si trova l'Isola Caramellata (il che è assolutamente falso) e viene ospitato da capitan Johnny, sulla sua nave piena di terribili marinai, che Flapjack scopre essere dei pirati. Il ragazzo viene chiuso in un bagno, in attesa di essere gettato nella “vasca degli Squali”, ma Flapjack scarica sé stesso giù per il gabinetto, ritornando a Tempestalunga.. Alla Baia il ragazzo si imbarca con dei pirati, per trovare capitan Johnny e salvare Scrocchio. Dopo un po', la bugia del capitano viene scoperta, ma Johnny confessa che anche lui aveva fatto lo stesso con altri pirati, e si allea con Scrocchio. La ciurma, però viene trovata da Flapjack ed i pirati traditi da Johnny, i quali stanno per bombardare la sua nave. Ma questi vengono accusati da altri pirati di essere dei bugiardi, e così via da altri due equipaggi. Mentre le ciurme combattono tra di loro, Scrocchio, vede l'Isola Caramellata, ma quando tenta di avvertire tutti, nessuno gli crede. L'episodio finisce con la suddetta Isola, che scompare nel mare.

## Candy Colleague
- Titolo originale: Candy Colleague
- Diretto da: Thurop Van Orman
- Scritto da: Cole Sanchez e David C. Smith, Sean Szeles (storia)

### Trama
Il Dottor-Barbiere è afflitto poiché nessuno ha bisogno di un'operazione, così Flapjack provvede a costruirgli un amico fatto di caramelle.

## These Boots Were Made for Walking (On Your Face)
- Titolo originale: These Boots Were Made for Walking (On Your Face)
- Diretto da: Thurop Van Orman
- Scritto da: Tom King e Noel Belknap, Dave Tennant (storia)

### Trama
Scrocchio scopre che i suoi stivali (che aveva spacciato a Flapjack per “appartenenti alla sua famiglia da generazioni”) appartengono ad un avventuriero spagnolo di nome Santiago (“los tacònes de Santiago”). Quando era un ragazzo, il capitano, girando per la Spagna con ai piedi due pesci, rubò dei magnifici stivali, ma fuggendo commise l'errore di gridare “SCROCCHIO!”. Così, per evitare di essere pestato da Santiago, si fa modificare il viso dal Dottor-Barbiere, scambiando i suoi stivali con quelli del medico. Tuttavia Flapjack viene catturato dallo spagnolo, poiché sapeva dove si trovava Scrocchio. Il ragazzo sta per essere torturato, ma il capitano, nel tentativo di salvarlo, viene scoperto, e preso a botte da Santiago ed i suoi scagnozzi, perdendo gli effetti della plastica al viso. Il Dottor-Barbiere, alla fine, cerca Scrocchio per esigere il pagamento, ma viene inseguito da Santiago, poiché porta ancora i suoi stivali.

## Guailander
- Titolo originale: Highlandlubber
- Diretto da: Thurop Van Orman
- Scritto da: Piero Piluso e Benton Connor, Dave Tennant (storia)

### Trama
Il Dottor-Barbiere diagnostica a Scrocchio i tipici sintomi della vecchiaia (una macchia sulla guancia, la perdita dell'udito, la continua stanchezza…) ed il capitano viene trattato come un anziano (anziché le caramelle, Larry gli serve un boccale di succo di prugne). Ma, ad un certo punto, irrompe nella locanda uno strano tizio, di nome Ponce, che cerca un assistente per le sue avventure. Tutti gli uomini si offrono volontari, ma Ponce sceglie Scrocchio, affermando che la macchia sulla guancia è simbolo di immortalità. I due partono, e lo strano avventuriero cerca più volte di dimostrare l'immortalità del capitano, gettandolo in mare (dove viene salvato da Flapjack), e guidando la nave dentro un Maelstrom. I due, successivamente, naufragano sulla Montagna del Tesoro, dove Ponce ordina a Scrocchio di gettarsi nella lava del vulcano. Flapjack, intanto, scopre che Ponce in realtà era un pazzo, scappato da un manicomio, e probabilmente non era realmente immortale. L'avventuriero, per dimostrare il contrario, si getta nel vulcano. Scrocchio scopre che la macchia sulla guancia era una caramella sciolta. La puntata finisce con Ponce che è miracolosamente sopravvissuto.

## Non dire "gatto" se non l'hai nel sacco
- Titolo originale: Who Let the Cats Out of the Old Bag's House?
- Diretto da: Thurop Van Orman
- Scritto da: Tom King e Noel Belkna, Sean Szeles (storia)

### Trama
Capitan Scrocchio dice a Flapjack che non crede nella sfortuna, ad eccezione di una terribile fobia che nutre per i gatti! Allora un inquietante gatto cade dal soffitto della Bottega delle Golosità, terrorizzando Scrocchio, che fugge. Flapjack, riportandolo alla “Casa della Vecchia Signora Gatto”, fa scappare, per sbaglio, le migliaia di gatti che vi erano rintanati. L'indomani Scrocchio esce, e Flapjack riesce a portarlo alla Bottega delle Golosità senza fargli scorgere la strada (infestata di gatti). Ma una volta entrato nel locale, il capitano vede decine di felini, ed il suo cuore si blocca per alcuni secondi. Il ragazzo riesce in salvo Scrocchio, ed insieme a Bolla i due fuggono, verso Baia Codalunga, un'esatta copia di Tempestalunga, abitata da cani. Quando, però, Flapjack e Scrocchio scoprono che a Codalunga non esistono caramelle, ritornano alla Baia, sguinzagliando i cani che fanno ritornare i gatti alla “Casa della Vecchia Signora Gatto”. Adesso, però, sono i cani ad infestare Tempestalunga, così Flapjack e Scrocchio si recano all'Isola degli Accalappiacani, ripetendo il piano. Alla fine Scrocchio è guarito dalla sua fobia, e coccola l'inquietante gatto dell'inizio.

## Parfait Storm
- Titolo originale: Parfait Storm
- Diretto da: Thurop Van Orman
- Scritto da: Ako Castuera, Dave Tennant (storia)

### Trama
Scrocchio, dopo l'arrivo di una tempesta, si offre di sbarrare le porte dei cittadini in cambio di caramelle (anche se le impalcature cadono dopo un secondo, ed il capitano, per giustificarsi con Flapjack, dice “Accade tutti gli anni…”). Purtroppo, quando la tempesta infuria, gli abitanti si mettono al sicuro dentro Bolla, sbattendo in mare Flapjack e Scrocchio (quest'ultimo, per rassicurare il ragazzo, dice sempre “Accade tutti gli anni…”). I due arrivano alla Bottega delle Golosità, che è alla deriva. Pensando di trovarvi le caramelle, Flapjack rimane deluso nello scoprire che Larry ha preso tutto con sé (ed ora vi è una specie di locanda dentro Bolla). Scrocchio, senza perdere un minuto, corre in una saletta secondaria, dove i due trovano Moglie Caramella (il capitano dice ancora “Accade tutti gli anni…”). Ma la donna viene travolta da un'onda, e portata in mare, quando Scrocchio ordina a Flapjack di rimanere al sicuro, mentre lui va a salvarla. Il ragazzo, dopo aver atteso per molto tempo, decide di farla finita, ed esce dalla Bottega, scoprendo di essere a Tempestalunga, invasa dal sole. Il capitano sta facendo la respirazione bocca-a-bocca a Moglie Caramella, e la puntata finisce con Scrocchio che dice ridendo a Flapjack: “accade tutti gli anni!!!”.

## K'nuckles, Don't Be a Hero
- Titolo originale: K'nuckles, Don't Be a Hero
- Diretto da: Thurop Van Orman
- Scritto da: Cole Sanchez e David C. Smith, Dave Tennant (storia)

### Trama
Scrocchio e Flapjack scoprono una città sopra le nuvole, dove il capitano viene creduto un eroe per alcuni minuti.

## Il ladro di caramelle
- Titolo originale: Catch Me if You Candy
- Diretto da: Thurop Van Orman
- Scritto da: Piero Piluso e Benton Connor, Dave Tennant (storia)

### Trama
A Tempestalunga si svolgono dei borseggi di dolciumi, causati dal “Bandito di Caramelle”. Dopo vari episodi di furto l'agente Norm promette di catturare il ladro, quando alcune prove mettono Scrocchio sotto accusa, tanto che il capitano viene rinchiuso in prigione. Nonostante ciò Flapjack mette alla prova il Bandito (convinto che non si tratti di Scrocchio), ma, dopo un nuovo furto, altre prove incriminano il capitano, che si mette lui stesso alla ricerca del colpevole. Una folla inferocita, armata di torce e sciabole, lo rincorre. Alla fine, quando Scrocchio è in un vicolo cieco, si scopre che l'agente Norm era il Bandito di Caramelle. Difatti, vestito da supereroe, vagava per Tempestalunga, spaventando la gente, che, senza lasciargli il tempo di parlare, gli gettava le caramelle e fuggiva. Infine Scrocchio, per aver effettivamente rubato un barile di caramelle, viene punito, costretto a diventare l'aiutante di Norm il supereroe.

## Pesci fuor d'acqua
- Titolo originale: Fish Out of Water
- Diretto da: Thurop Van Orman
- Scritto da: Tom King e Noel Belkna, Dave Tennant (storia)

### Trama
Flapjack e Scrocchio si recano alla Bottega delle Golosità, dove Larry distribuisce ad ogni avventore un boccale di “Caramelle Speciali”. Nonostante i due siano stati avvertiti che più una dose è pericolosa, si travestono in mille modi, bevendo una gran quantità di dolciumi. Alla fine i due avventurieri si trasformano in tritoni, e sono costretti a fuggire in mare, dove alla “Bottega delle Profondità”, conoscono un gruppo di uomini-pesce. Questi invitano Scrocchio e Flapjack al loro club, dove, all'improvviso, i due si trasformano completamente in pesci, e vengono portati dal dottore. Dopo un po' di tempo ritornano umani, e salgono finalmente in superficie. Delle nuove “Caramelle Speciali” vengono offerte da Larry, e questa volta Flapjack e Scrocchio si trasformano in veri umani.